# 断眠療法
断眠療法（だんみんりょうほう）とは、うつ病患者が夜間眠らないことでうつ症状が急速に改善するという治療法である。

## 歴史
1971年にドイツのPflugとTolleが、うつ病患者を一晩眠らせないことで、徹夜の直後からうつ症状が劇的に改善することを報告した。それ以来、欧米を中心に断眠療法が幅広く行われ、その高い有効性が確認されている。断眠療法についての研究は、ドイツ、イタリア、スイスといったヨーロッパ諸国で特に行われてきた。

## 断眠療法の種類
最初の報告以来、夜間全く眠らないという「全断眠」が基本であった。その後、通常の時間に入眠し午前2時頃に覚醒させて起きているという「夜間後半部分断眠」が行われることも多くなった。夜間の途中から睡眠をとるという「夜間前半部分断眠」も行われることがある。「全断眠」と「夜間後半部分断眠」は効果が同等という報告もあるが、「夜間後半部分断眠」の方がやや劣るという報告が多い。「夜間前半部分断眠」はそれよりも効果が劣ると考えられている。

## 断眠療法の適応
「うつ病」と「躁うつ病のうつ病相」への効果が実証されている。特に薬物治療への効果が乏しく、うつ状態が長く続いているような場合に施行される。「神経症」によるうつ状態では効果はあまり期待できない。「パニック障害」や「てんかん」を合併している場合は、断眠によってパニック発作やてんかん発作が誘発されるリスクがあるので施行するべきでない。

## 断眠療法の特徴
抗うつ薬による薬物治療は効果が現れるまで2週間以上かかるのに対し、断眠療法は断眠の直後から抗うつ効果が現れる。重いうつ状態から劇的に改善することも多い。ただし、効果が長く続かない場合が多く、断眠療法の後で睡眠をとるとうつ症状が再燃することがある。

## 併用療法
断眠療法の効果を長続きさせるために、抗うつ薬などによる薬物療法、高照度光療法、睡眠時間帯をずらす方法などを併用するとよい。